# ライ麦畑で出会ったら
『ライ麦畑で出会ったら』（ライむぎばたけでであったら、原題:Coming Through the Rye）は、2015年にアメリカ合衆国で公開された青春映画である。監督はジェームズ・スティーヴン・サドウィズ、主演はアレックス・ウルフが務めた。本作はサドウィズの映画監督デビュー作となった。

## あらすじ
1969年、16歳のジェイミー・シュワルツはペンシルベニア州の私立学校に通っていた。ジェイミーは一風変わっており、『ライ麦畑でつかまえて』を舞台化することを夢見ていた。そして、もしそれが現実になった暁には自ら主人公を演じたいと願っていた。やっとの思いで台本を書き上げたジェイミーだったが、上演するためには原作者であるサリンジャーの許可が必要であった。そこで、ジェイミーはサリンジャーに会うためにニューハンプシャー州へと旅をすることになった。道中、ジェイミーはディーディーと名乗る同年代の女の子と出会い、彼女が旅に同行することになった。旅を通して、ジェイミーは期せずして人生の意味を知ることになった。

## キャスト
- アレックス・ウルフ - ジェイミー・シュワルツ（吹替：バトリ勝悟）
- ステファニア・ラヴィー・オーウェン - ディーディー（吹替：田中有紀）
- クリス・クーパー - J・D・サリンジャー（吹替：土師孝也）
- ジェイコブ・ラインバック - ハンク・マーカス（吹替：中尾智）
- エリック・ネルセン - テッド・タイラー（吹替：矢崎文也）
- カビー・ボーダーズ - モーリーン
- ゼフィール・ベンソン - ゲリー・シュワルツ
- エイドリアン・パスダー - ミスター・ティアニー
- その他の日本語吹き替え = 秋元羊介/坂詰貴之/藤原美央子/荘司勝也/渡部俊樹/佐藤愁貴/羽鳥佑/中村達也/中村綾/吉富英治/後藤光利

## 製作・公開
本作はジェームズ・サドウィズ監督が実際に体験した出来事をベースにした作品である。サドウィズ監督は「サリンジャーに会いに行くまでの描写のうち85%が実際通りの描写です。それ以降は99%実際通りの描写になっています。」と語っている。
2014年11月5日、クリス・クーパーの出演が決まったと報じられた。6日、ゼフィール・ベンソンがキャスト入りした。
本作の撮影はバージニア州一帯で行われた。主人公が通う学校でのシーンはウッドベリー・フォレスト・スクールで撮影が行われた。
2015年11月4日、本作はオースティン映画祭でプレミア上映された。

## 評価
本作は批評家から好意的に評価されている。映画批評集積サイトのRotten Tomatoesには21件のレビューがあり、批評家支持率は71%、平均点は10点満点で6.7点となっている。また、Metacriticには11件のレビューがあり、加重平均値は64/100となっている。